# Thị Hoa
Thị Hoa là một xã thuộc huyện Hạ Lang, tỉnh Cao Bằng, Việt Nam.

## Địa lý
Xã Thị Hoa nằm ở phía nam huyện Hạ Lang, có vị trí địa lý:
- Phía đông giáp Trung Quốc
- Phía tây giáp xã Cô Ngân
- Phía nam giáp Trung Quốc
- Phía bắc giáp xã Thống Nhất.

Xã Thị Hoa có diện tích 31,40 km², dân số năm 2019 là 1.748 người, mật độ dân cư đạt 56 người/km².
Trên địa bàn xã có một số ngọn núi như Đồi Chè, Đồn Điền, Ngườm Tá, Phia Riếu, Phia Khính, Phia Măn, Phia Súng, Phia Mão, Pò Ngần, Phia Moóc, Thong Dán. Xã có tỉnh lộ 214 chạy qua theo chiều bắc - nam, kéo dài đến cửa khẩu Bí Hà trên địa phận xã. Thị Hoa có các suối Canh Thưn, Khơ Lẹp và suối Tà Cáp chảy trên địa bàn.

## Lịch sử
Ngày 15 tháng 9 năm 1969, giải thể huyện Hạ Lang, xã Thị Hoa được sáp nhập vào huyện Quảng Hòa.
Ngày 1 tháng 9 năm 1981, xã Thị Hoa được chuyển về huyện Hạ Lang vừa tái lập.
Đến năm 2019, xã Thị Hoa được chia thành 11 xóm: Cốc Nhan, Đông Mò - Đông Nạng - Tẩu Đông, Khu Đâư, Bản Nhang, Pò Măn, Tổng Nưa, Thôm Cương, Thôm Quỳnh, Bản Nhay, Khu Noọc, Ngườm Già.
Ngày 9 tháng 9 năm 2019, Hội đồng Nhân dân tỉnh Cao Bằng ban hành Nghị quyết số 27/NQ-HĐND về việc:
- Sáp nhập xóm Thôm Cương vào xóm Thôm Quỳnh
- Sáp nhập hai xóm Khu Noọc và Khu Đâư thành xóm Bản Khu.

## Hành chính
Xã Thị Hoa được chia thành 9 xóm: Bản Khu, Bản Nhang, Bản Nhay, Cốc Nhan, Đông Mò - Đông Nạng - Tẩu Đông, Ngườm Già, Pò Măn, Tổng Nưa, Thôm Quỳnh.